# Barbus ensis
Barbus ensis е вид лъчеперка от семейство Шаранови (Cyprinidae). Видът не е застрашен от изчезване.

## Разпространение
Разпространен е в Ангола.

## Описание
На дължина достигат до 14 cm.